# Kunstjahr 1866
Liste der Kunstjahre

◄◄ | ◄ | 1862 | 1863 | 1864 | 1865 | Kunstjahr 1866 | 1867 | 1868 | 1869 | 1870 | ►

Weitere Ereignisse
Dieser Artikel behandelt das Kunstjahr 1866.

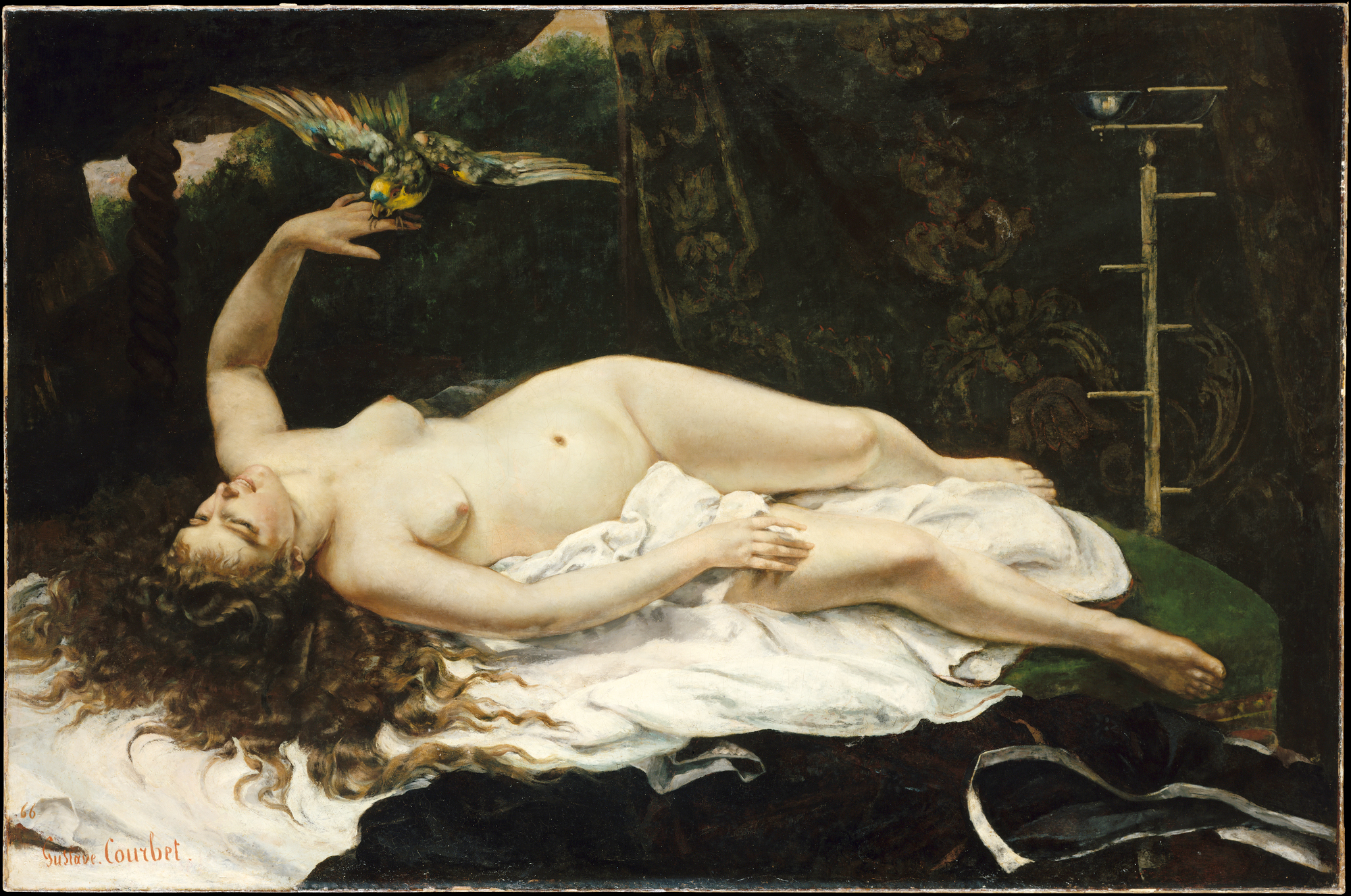
Courbet: Frau mit Papagei

## Ereignisse

### Architektur

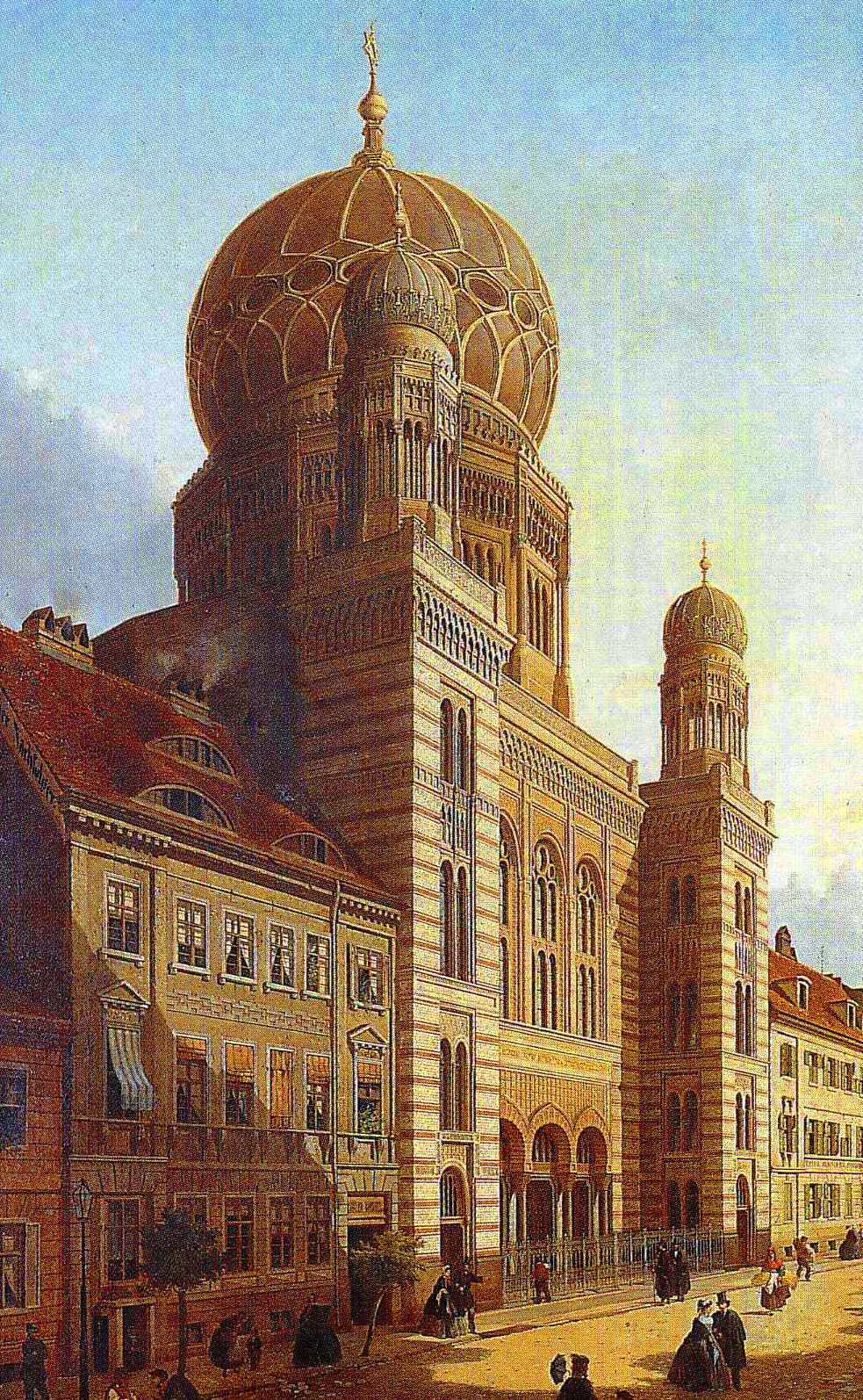
Das Äußere der Synagoge 1865

- 5. September: Am jüdischen Neujahrsfest wird die von Eduard Knoblauch im Orientalisierenden Stil entworfene und von Friedrich August Stüler fertiggestellte Neue Synagoge in der Berliner Oranienburger Straße in Anwesenheit von Preußens Ministerpräsident Otto von Bismarck feierlich eingeweiht.

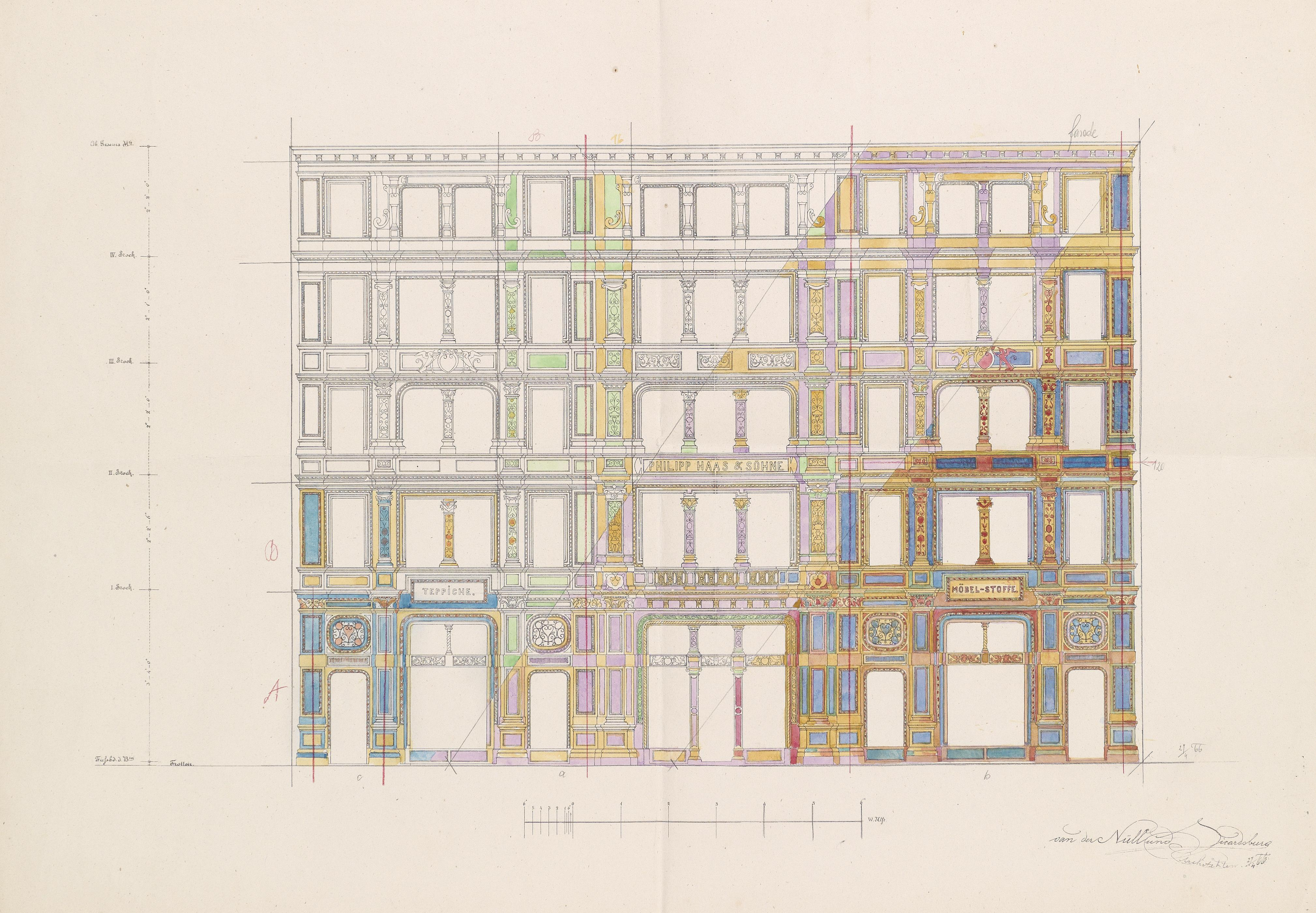
Entwurf für das erste Haas-Haus 1866

- Am Stock-im-Eisen-Platz im Stadtzentrum von Wien beginnt der Bau des Haas-Hauses. Architekten für das im Stil des Historismus errichtete Gebäude des Teppichhauses Philipp Haas & Söhne sind August Sicard von Sicardsburg und Eduard van der Nüll. Es handelt sich um das erste seit dem Mittelalter neu errichtete Haus an dieser Stelle.

### Bildhauerei
- 30. August: Die erst neunzehnjährige Bildhauerin Vinnie Ream erhält den Auftrag für eine Marmorstatue des ermordeten Präsidenten Abraham Lincoln. Sie erhält den Auftrag gegen den Widerstand von Lincolns Witwe, weil sie die einzige ist, die den Präsidenten schon zu Lebzeiten modelliert hat.

### Malerei
- Für den osmanischen Diplomaten Halil Şerif Paşa malt Gustave Courbet das Bild L’Origine du monde.

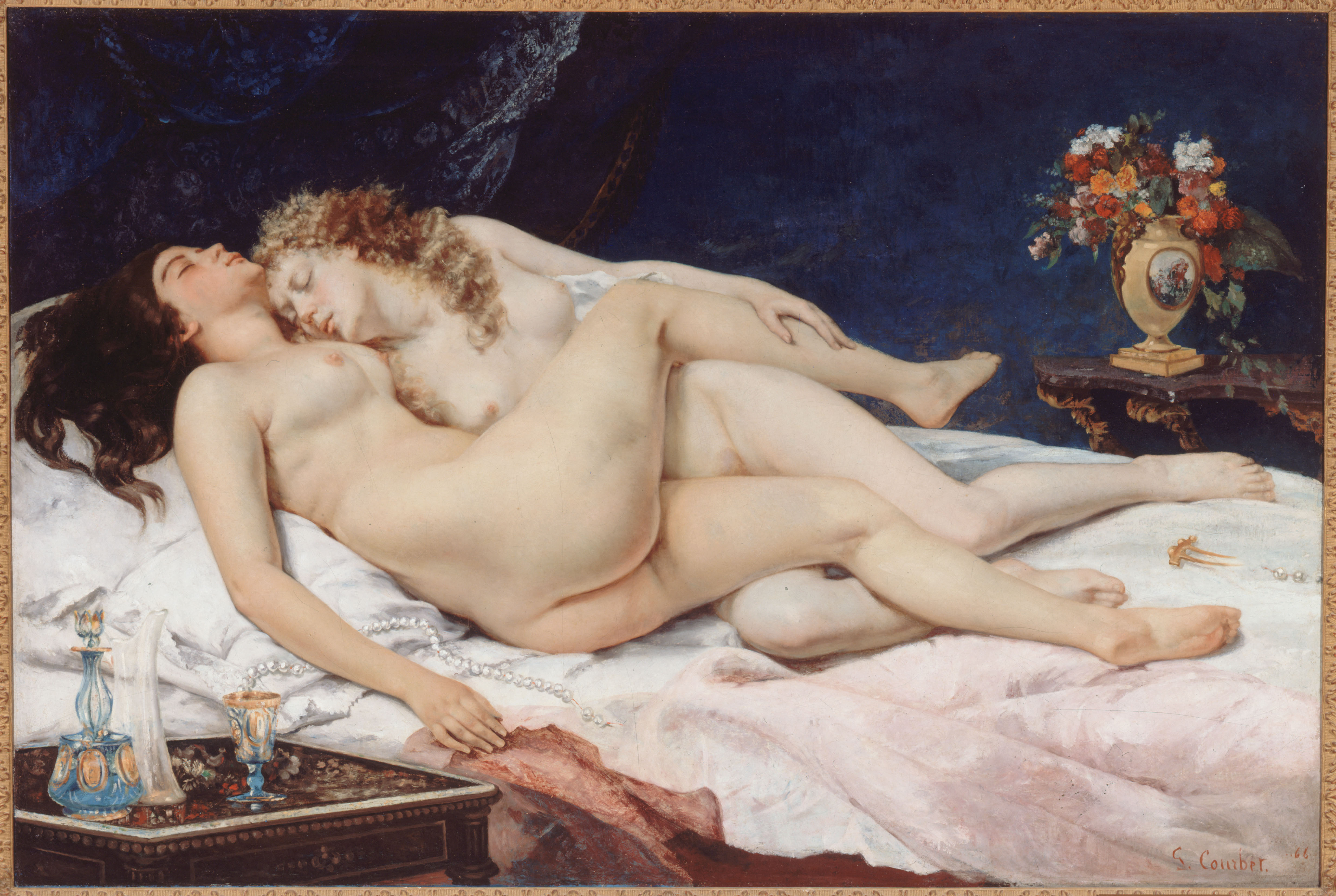
Courbet: Le Sommeil – Die Schläferinnen

- Gustave Courbet malt die Gemälde Frau mit Papagei und Die Schläferinnen – Trägheit und Wollust.

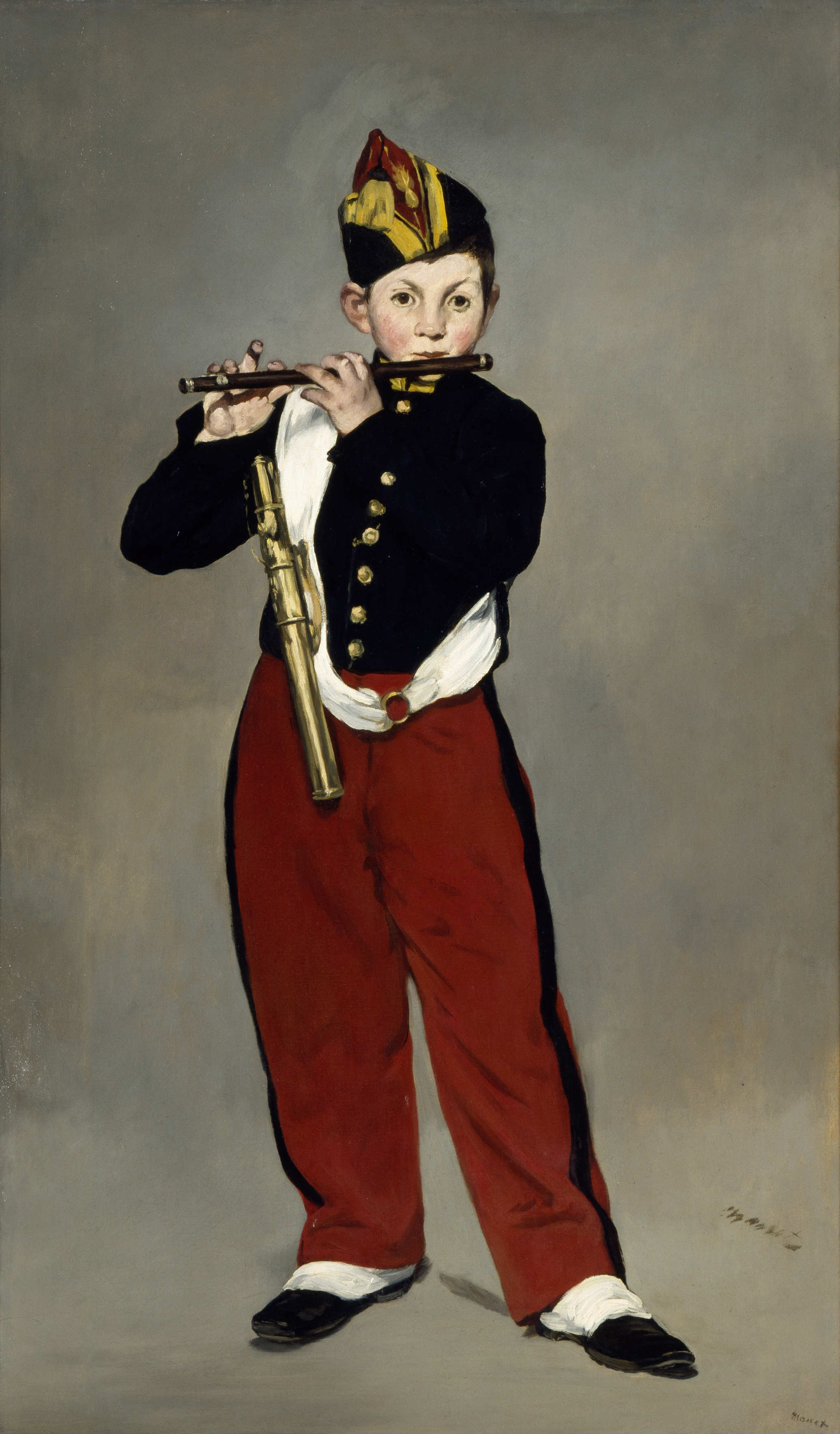
Manet, Pfeifer, Öl auf Leinwand

- Édouard Manets Gemälde Le Fifre (Der Pfeifer) wird vom Salon de Paris abgelehnt.
- Nachdem er die Arbeit an dem Gemälde Das Frühstück im Grünen aufgegeben hat, malt Claude Monet das Bild Camille im grünen Kleid, ein Porträt von Monets späterer Frau, das vom Pariser Salon positiv aufgenommen wird.
- Anselm Feuerbach malt Der Märchenerzähler am Brunnen.
- Am 31. Dezember vollendet Anselm Feuerbach das Werk Ricordo di Tivoli, datiert es aber auf das Jahr 1867.

### Museen und Ausstellungen

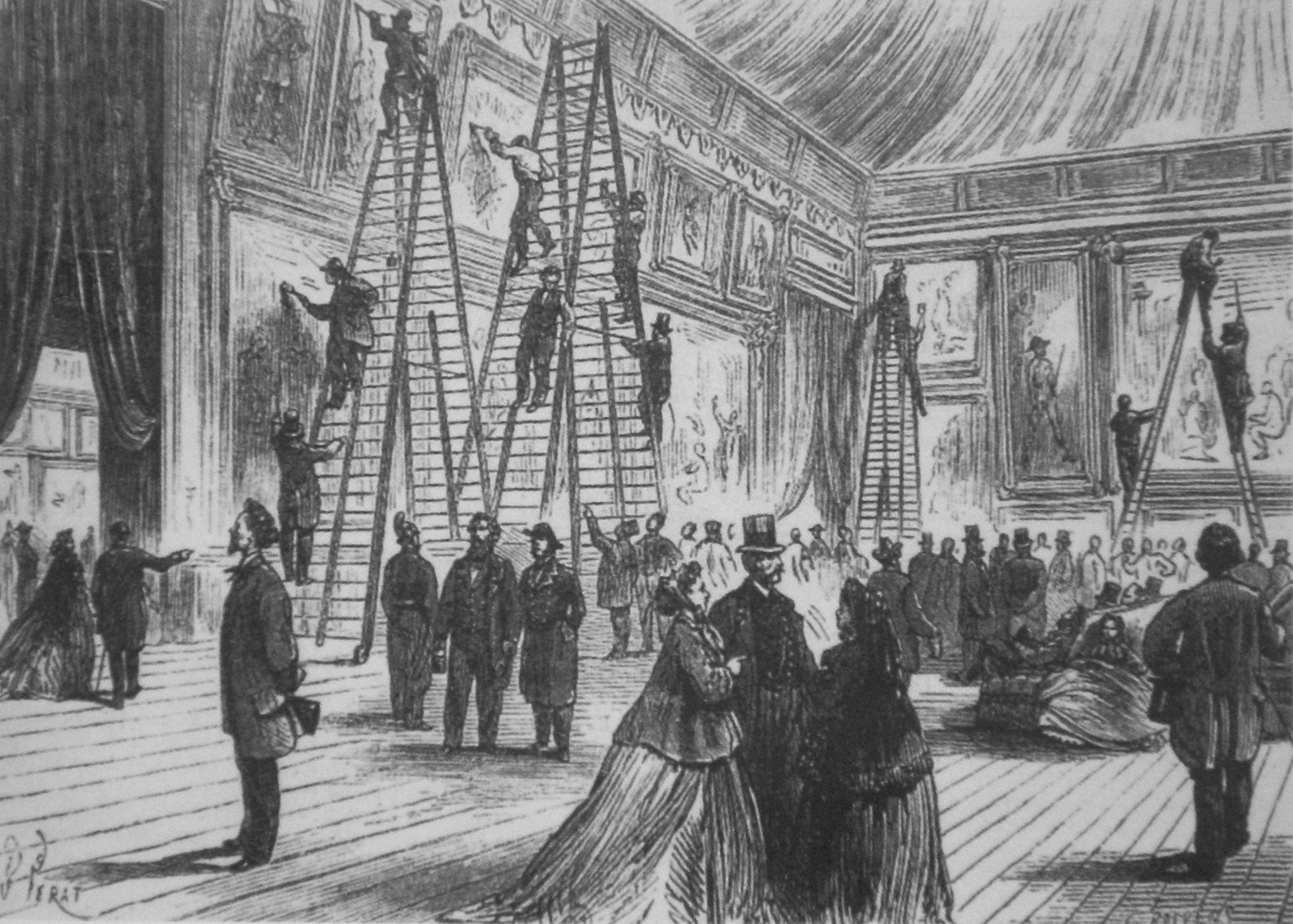
Vernissage im Salon de Paris 1866

- Das Art Institute of Chicago wird gegründet.

### Postkarten

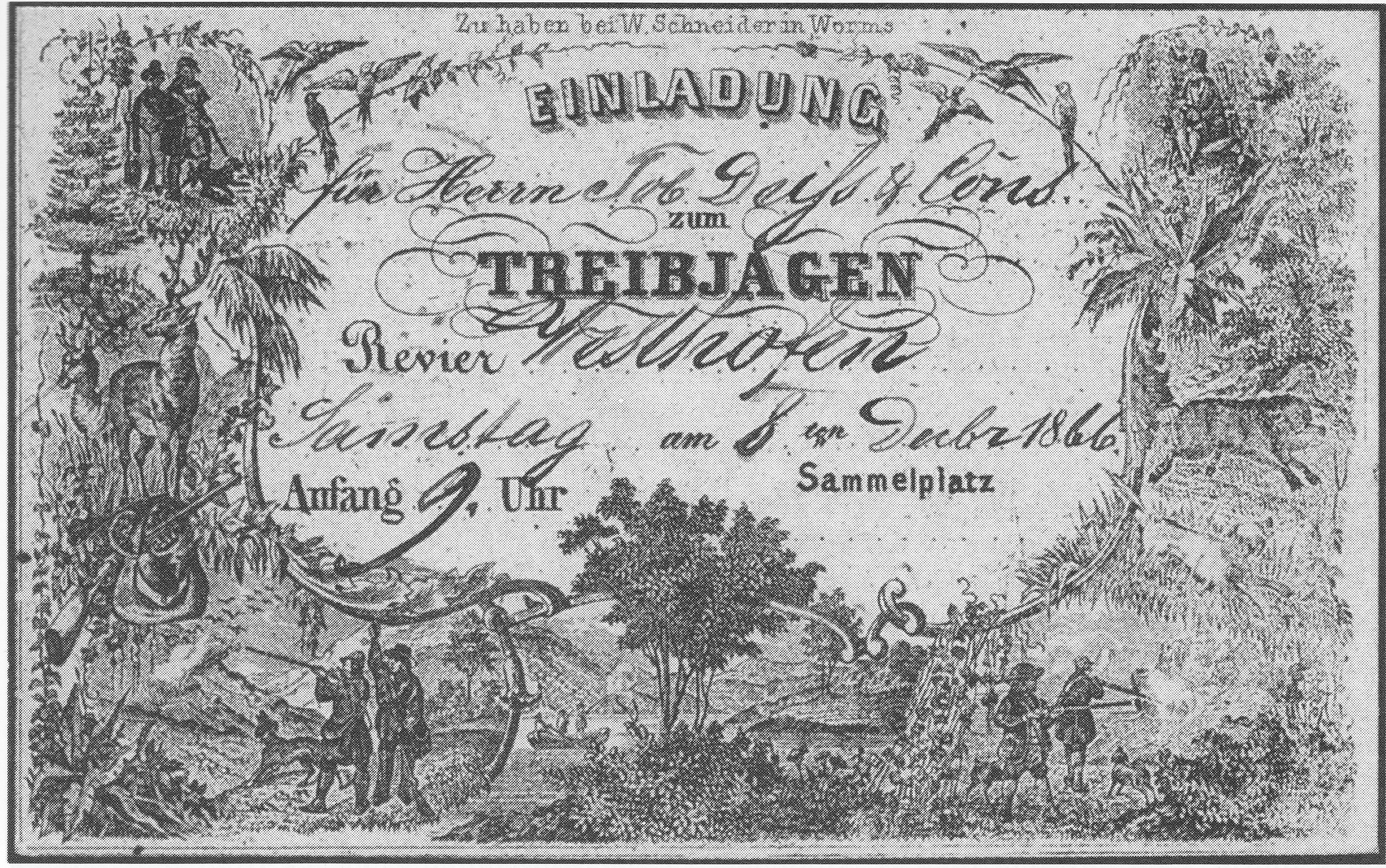
Älteste bekannte deutsche Ansichtskarte (Vorläufer)

- 5. Dezember: Der Wormser Lithograf Wilhelm Schneider verschickt die erste bekannte ganzseitig bebilderte Ansichtskarte ohne Umschlag mit der Thurn-und-Taxis-Post von Westhofen nach Offstein.

## Geboren

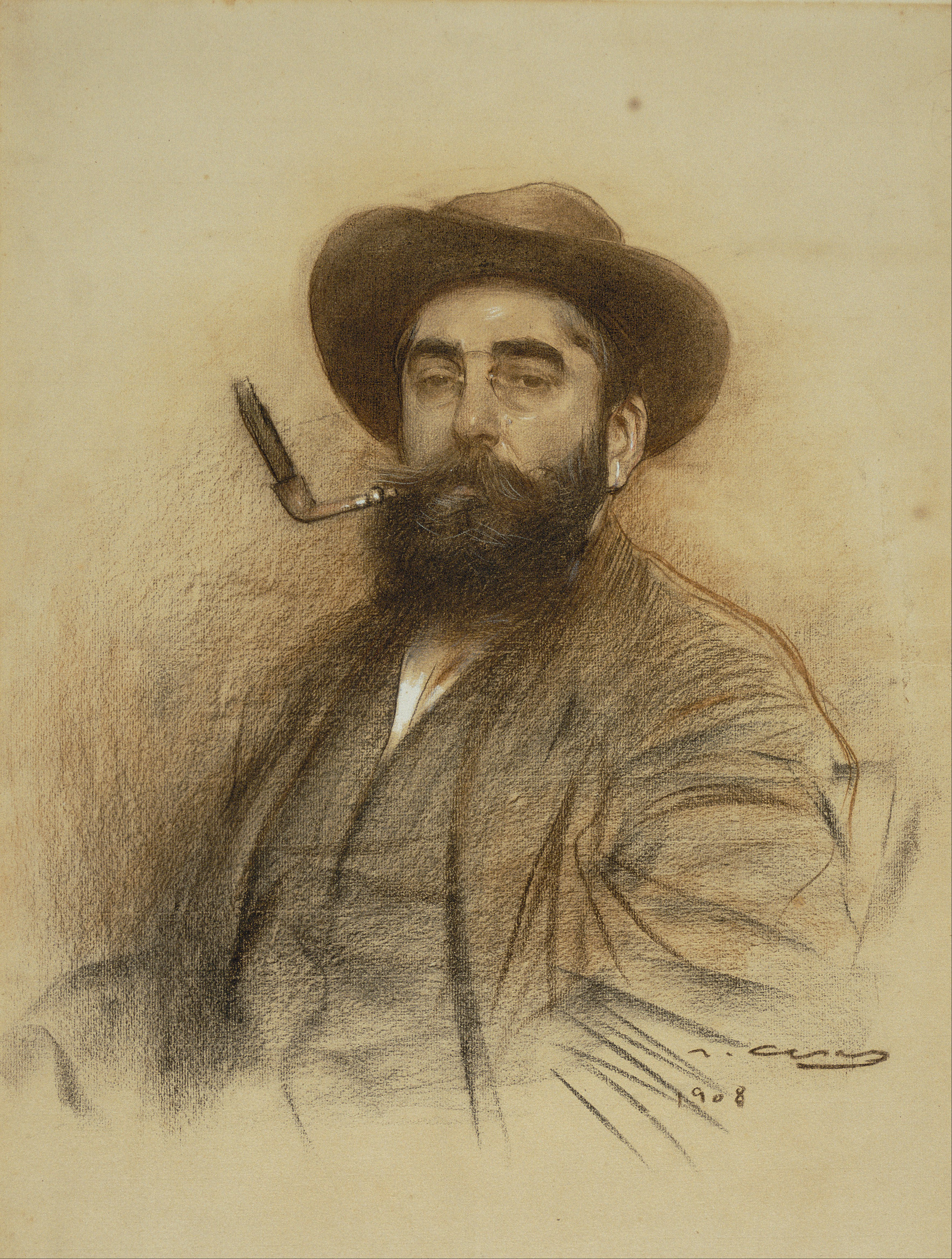
Ramon Casas, Selbstbildnis

- 04. Januar: Ramon Casas i Carbó, katalanischer Maler und Grafiker († 1932)
- 22. Januar: Michael Berolzheimer, deutscher Unternehmer, Rechtsanwalt und Kunstsammler († 1942)
- 27. Januar: Heinrich Seufferheld, deutscher Zeichner, Maler und Radierer († 1940)
- 09. Februar: Eduard Thöny, österreichischer Zeichner, Karikaturist und Maler († 1950)
- 15. Februar: Paolo Troubetzkoy, italienisch-russischer Bildhauer († 1938)
- 20. Februar: Carl Westman, schwedischer Architekt († 1936)
- 25. Februar: Heinrich Kühn, österreichischer Fotograf († 1944)
- 06. März: Hans Christiansen, deutscher Maler und Kunsthandwerker († 1945)
- 17. März: Alice Austen, US-amerikanische Fotografin († 1952)
- 08. April: Fritz Mackensen, deutscher Maler († 1953)
- 28. Mai: Franz von Bayros, österreichischer Grafiker († 1924)
- 13. Juni: Aby Warburg, deutscher Kunsthistoriker und Kulturwissenschaftler († 1929)
- 03. Juli: Albert Gottschalk, dänischer Maler
- 14. Juli: Ragnar Östberg, schwedischer Architekt († 1945)
- 14. Juli: Miguel Ventura Terra, portugiesischer Architekt und Politiker († 1919)
- 28. Juli: Beatrix Potter, englische Kinderbuchautorin und -illustratorin († 1943)
- 12. August: Brynolf Wennerberg, schwedischer Plakatkünstler und Maler († 1950)
- 22. August: Paul Aust, deutscher Landschaftsmaler, Grafiker und Schriftsteller († 1934)
- 31. August: Georg Arthur Jensen, dänischer Silberschmied und Künstler († 1935)
- 12. September: George Walter Caldwell, US-amerikanischer HNO-Arzt, Maler und Schriftsteller († 1946)
- 25. Oktober: Carlo Pellegrini, italienischer Maler, Zeichner und Illustrator († 1937)
- 16. Dezember: Wassily Kandinsky, russischer Maler und Graphiker († 1944)

## Gestorben
- 20. Januar: Georg Kaspar Nagler, deutscher Kunsthistoriker und Kunstschriftsteller (* 1801)
- 23. Januar: Peter Joseph Lenné, deutscher Gärtner und Landschaftsarchitekt (* 1789)
- 12. April: Jules Holzapffel, französischer Maler (* 1826)
- 30. Mai: Johann Baptist Pflug, deutscher Maler (* 1785)
- 26. Juli: Ernst Helbig, deutscher Maler und Wernigeröder Hofmaler (* 1802)
- 10. September: Hermann Mayer Salomon Goldschmidt, deutsch-französischer Astronom und Maler (* 1802)
- 7. Oktober: Louise Seidler, deutsche Malerin (* 1786)
- Dezember: Joseph Ferdinand Boissard de Boisdenier, französischer Maler der Romantik (* 1813)